# Anolis gadovii
Espèce
Synonymes
- Norops gadovii (Boulenger, 1905)

Statut de conservation UICN

 LC  : Préoccupation mineure
Anolis gadovii est une espèce de sauriens de la famille des Dactyloidae.

## Répartition
Cette espèce est endémique de Guerrero au Mexique.

## Étymologie
Cette espèce est nommée en l'honneur de Clara Maud Gadow.

## Publication originale
- Boulenger, 1905 : Descriptions of new reptiles discovered in Mexico by Dr. H. Gadow, F.R.S. Proceedings of the Zoological Society of London, vol. 1905, no 2, p. 245-247 (texte intégral).